# Richard Cromwell
Richard Cromwell, född 4 oktober 1626 i Huntingdon i Cambridgeshire, död 12 juli 1712 i Cheshunt i Hertfordshire, var en engelsk militär och statsman, Engelska samväldets lordprotektor (statschef) 1658–1659. Han var son till Oliver Cromwell och efterträdde fadern som lordprotektor vid dennes död 1658. 
Ända fram till 1657 hade fadern inte gjort något för att förbereda sonen för någon mer framstående ställning. Han hade visserligen varit medlem av några av protektoratets parlament och hade tjänat i armén under Engelska inbördeskriget men tillbringade sin mesta tid på landet med jakt och dylikt. När Oliver Cromwell fått rätt att utse sin efterträdare började dock snart Richard Cromwell att anses som given härtill och blev medlem i överhuset med mera. Först strax före sin död utnämnde fadern Richard till protektor. Denne hyllades utan motstånd, om än i armén förekom missnöjesyttringar över en så dåligt militärt utbildad ledare, och utnämningen bekräftades av parlamentet, som sammanträdde i början av 1659. Det kom dock snart till konflikter mellan parlamentet och armén, och Richard Cromwells försök att återföra armén till lydnad misslyckades, och han drog sig för att tillgripa våld. Han blev därför tvungen att gå med på arméns krav på att parlamentet skulle upplösas. Därefter sammanträdde Rumpparlamentet åter, och inför detta nedlade Richard Cromwell 25 maj 1659 sin värdighet. På grund av stora skulder och hotad av bysättningshäkte flydde Richard Cromwell från England kort före monarkins återupprättande med Karl II som regent, och han levde därefter i omkring 20 år på kontinenten under antaget namn. Han återvände därefter till England, där han levde i obemärkthet i återstoden av sitt liv.